# Liste der Orte im Landkreis Reutlingen
Die Liste der Orte im Landkreis Reutlingen listet die geographisch getrennten Orte (Ortsteile, Stadtteile, Dörfer, Weiler, Höfe, (Einzel-)Häuser) im Landkreis Reutlingen auf.

## Systematische Liste
Alphabet der Städte, Gemeinden und bewohnten gemeindefreien Bezirke mit den zugehörigen Orten.
| - Bad Urach mit den Stadtteilen Hengen, Seeburg, Sirchingen, Urach und Wittlingen. - Zu Hengen das Dorf Hengen. - Zu Seeburg das Dorf Seeburg, Schloss und Hof Uhenfels und das Haus Wyhler ob Seeburg. - Zu Sirchingen das Dorf Sirchingen. - Zu Urach die Stadt Urach, die Kartause Güterstein und die Häuser Bleiche. - Zu Wittlingen das Dorf Wittlingen, das Gehöft Hohenwittlingen und die Häuser Elektrizitätswerk, Georgenau, Pumpwerk Ermsgruppe XIII, Pumpwerk Vordere Albgruppe, Schanz und Villa Mühleisen. - Dettingen an der Erms mit dem Dorf Dettingen an der Erms, der Siedlung Buchhalde und der Häusergruppe Papierfabrik. - Eningen unter Achalm mit dem Dorf Eningen unter Achalm und den Häusern Albgut Lindenhof, Arbachmühle, Bahnhof Reutlingen-Süd, Harret, Schafhaus und Talgut Lindenhof. - Engstingen mit den Gemeindeteilen Großengstingen, Kleinengstingen und Kohlstetten. - Zu Großengstingen das Dorf Großengstingen und die Häuser Bahnhof Großengstingen und Haid (teilw. zu Trochtelfingen). - Zu Kleinengstingen das Dorf Kleinengstingen. - Zu Kohlstetten das Dorf Kohlstetten. - Gomadingen mit den Gemeindeteilen Dapfen, Gomadingen und Steingebronn. - Zu Dapfen die Dörfer Dapfen und Wasserstetten, der Weiler Marbach an der Lauter, Schloss und Hof Grafeneck, die Siedlung Schelmenbühl und die Häuser Ölmühle. - Zu Gomadingen die Dörfer Gomadingen und Offenhausen und das Gehöft Gestütshof. - Zu Steingebronn das Dorf Steingebronn. - Grabenstetten mit dem Dorf Grabenstetten. - Grafenberg mit dem Dorf Grafenberg. - Gutsbezirk Münsingen. - Hayingen mit den Stadtteilen Anhausen, Ehestetten, Hayingen, Indelhausen und Münzdorf. - Zu Anhausen das Dorf Anhausen, der Weiler Kochstetten und das Gehöft Hülbenhof. - Zu Ehestetten das Dorf Ehestetten und das Gehöft Maxfelden. - Zu Hayingen die Stadt Hayingen, das Dorf Oberwilzingen, Schloss und Hof Ehrenfels und das Gehöft Wimsen. - Zu Indelhausen das Dorf Indelhausen und das Gehöft Maisenburg. - Zu Münzdorf das Dorf Münzdorf, der Ort Weiler und das Schloss Derneck. - Hohenstein mit den Gemeindeteilen Bernloch, Eglingen, Meidelstetten, Oberstetten und Ödenwaldstetten. - Zu Bernloch das Dorf Bernloch. - Zu Eglingen das Dorf Eglingen. - Zu Meidelstetten das Dorf Meidelstetten. - Zu Oberstetten das Dorf Oberstetten. - Zu Ödenwaldstetten das Dorf Ödenwaldstetten und die Höfe Ludwigshof und Maßhalderbuch. - Hülben mit dem Dorf Hülben und den Häusern An der Steige. - Lichtenstein mit den Gemeindeteilen Holzelfingen, Honau und Unterhausen. - Zu Holzelfingen das Dorf Holzelfingen. - Zu Honau das Dorf Honau, Schloß Lichtenstein und die Häuser Traifelberg. - Zu Unterhausen das Dorf Unterhausen und der Ort Göllersberg. - Mehrstetten mit dem Dorf Mehrstetten, der Siedlung Greut, dem Gehöft Ziegelhof und den Häusern Bahnhof Mehrstetten. - Metzingen mit den Stadtteilen Glems, Metzingen und Neuhausen an der Erms. - Zu Glems das Dorf Glems. - Zu Metzingen die Stadt Metzingen, das Gehöft Korrenhof und die Häuser Elektrizitätswerk, Schieferwerk und Weimerstal. - Zu Neuhausen an der Erms das Dorf Neuhausen an der Erms. - Münsingen mit den Stadtteilen Apfelstetten, Auingen, Bichishausen, Böttingen, Bremelau, Buttenhausen, Dottingen, Gundelfingen, Hundersingen, Magolsheim, Münsingen, Rietheim und Trailfingen. - Zu Apfelstetten das Dorf Apfelstetten. - Zu Auingen das Dorf Auingen und die Häuser Egelstein. - Zu Bichishausen das Dorf Bichishausen und das Gehöft Steighof. - Zu Böttingen das Dorf Böttingen und die Häuser Hahnensteig. - Zu Bremelau das Dorf Bremelau und die Höfe Heuhof. - Zu Buttenhausen das Dorf Buttenhausen. - Zu Dottingen das Dorf Dottingen. - Zu Gundelfingen die Dörfer Gundelfingen und Dürrenstetten und die Häuser Wittsteig. - Zu Hundersingen das Dorf Hundersingen und die Höfe Fladhof und Haldenegg. - Zu Magolsheim das Dorf Magolsheim. - Zu Münsingen die Stadt Münsingen und die Häuser Fauserhöhe, Hopfenburg, Oberheutal, Unterheutal, Vorderes Seetal und Ziegelhäuser. - Zu Rietheim das Dorf Rietheim. - Zu Trailfingen das Dorf Trailfingen. | - Pfullingen mit der Stadt Pfullingen. - Pliezhausen mit den Gemeindeteilen Dörnach, Gniebel, Pliezhausen und Rübgarten. - Zu Dörnach das Dorf Dörnach. - Zu Gniebel das Dorf Gniebel. - Zu Pliezhausen das Dorf Pliezhausen und die Häuser Im Weiher und Werkstätte an der Rübgartenstraße. - Zu Rübgarten das Dorf Rübgarten und die Häuser Reichenbachmühle. - Pfronstetten mit den Gemeindeteilen Aichelau, Aichstetten, Geisingen, Huldstetten, Pfronstetten und Tigerfeld. - Zu Aichelau das Dorf Aichelau. - Zu Aichstetten das Dorf Aichstetten. - Zu Geisingen das Dorf Geisingen. - Zu Huldstetten das Dorf Huldstetten. - Zu Pfronstetten das Dorf Pfronstetten. - Zu Tigerfeld das Dorf Tigerfeld und das Gehöft St.-Georgen-Hof. - Reutlingen mit den Stadtteilen Altenburg, Betzingen, Bronnweiler, Degerschlacht, Gönningen, Mittelstadt, Oferdingen, Reicheneck, Reutlingen, Rommelsbach und Sickenhausen. - Zu Altenburg das Dorf Altenburg. - Zu Bronnweiler das Dorf Bronnweiler. - Zu Degerschlacht das Dorf Degerschlacht. - Zu Gönningen das Dorf Gönningen und das Haus Roßberg (Roßbergturm). - Zu Mittelstadt das Dorf Mittelstadt. - Zu Oferdingen das Dorf Oferdingen. - Zu Reicheneck das Dorf Reicheneck. - Zu Reutlingen die Stadt Reutlingen, die Stadtteile Betzingen, Ohmenhausen und Sondelfingen, das Gehöft Alteburger Hof und der Ort Landesaltersheim. - Zu Rommelsbach das Dorf Rommelsbach. - Zu Sickenhausen das Dorf Sickenhausen. - Riederich mit dem Dorf Riederich. - Römerstein mit den Gemeindeteilen Böhringen, Donnstetten und Zainingen. - Zu Böhringen das Dorf Böhringen, der Weiler Strohweiler und das Gehöft Aglishardt. - Zu Donnstetten das Dorf Donnstetten und die Häuser Römersteinhäuser. - Zu Zainingen das Dorf Zainingen. - Sonnenbühl mit den Gemeindeteilen Erpfingen, Genkingen, Undingen und Willmandingen. - Zu Erpfingen das Dorf Erpfingen, das Gehöft Dreherhof und die Häuser Erpfmühle und Pumpwerk. - Zu Genkingen das Dorf Genkingen und das Haus Talmühle. - Zu Undingen das Dorf Undingen. - Zu Willmandingen das Dorf Willmandingen. - St. Johann mit den Gemeindeteilen Bleichstetten, Gächingen, Lonsingen, Ohnastetten, Upfingen und Würtingen. - Zu Bleichstetten das Dorf Bleichstetten. - Zu Gächingen das Dorf Gächingen, das Gehöft Birkenhof und das Haus Tiefental. - Zu Lonsingen das Dorf Lonsingen. - Zu Ohnastetten das Dorf Ohnastetten. - Zu Upfingen das Dorf Upfingen. - Zu Würtingen das Dorf Würtingen und die Höfe Fohlenhof und St. Johann. - Trochtelfingen mit den Stadtteilen Hausen, Mägerkingen, Steinhilben, Trochtelfingen und Wilsingen. - Zu Hausen das Dorf Hausen und die Häuser Lauchertmühle. - Zu Mägerkingen das Dorf Mägerkingen. - Zu Steinhilben das Dorf Steinhilben. - Zu Trochtelfingen die Stadt Trochtelfingen und der Weiler Haid (teilw. zu Engstingen). - Zu Wilsingen das Dorf Wilsingen. - Walddorfhäslach mit den Gemeindeteilen Häslach und Walddorf. - Zu Häslach das Dorf Häslach. - Zu Walddorf das Dorf Walddorf. - Wannweil mit dem Dorf Wannweil. - Zwiefalten mit den Gemeindeteilen Gauingen, Mörsingen, Sonderbuch, Upflamör und Zwiefalten. - Zu Gauingen das Dorf Gauingen und der Weiler Hochberg. - Zu Mörsingen das Dorf Mörsingen. - Zu Sonderbuch das Dorf Sonderbuch und das Gehöft Loretto. - Zu Upflamör das Dorf Upflamör. - Zu Zwiefalten die Dörfer Zwiefalten, Baach und Goßenzugen, der Weiler Attenhöfen und das Gehöft Bühlhof. |

## Alphabetische Liste
In Fettschrift erscheinen die Orte, die namengebend für die Gemeinde sind, in Kursivschrift Burgen, Schlösser, Höfe, Häusergruppen und Einzelhäuser. Zusätzliche bestehende kleine Orte nach der Quelle www.leo-bw.de werden dort in aller Regel nicht wie in der Listengrundlage nach Weiler/Siedlung/Wohnplatz usw. differenziert, sondern einheitlich als Wohnplatz klassifiziert, dieser Ortsteiltyp wird hier entsprechend kursiviert übernommen.
| - Aglishardt zu Römerstein - Aichelau zu Pfronstetten - Aichstetten zu Pfronstetten - Albgut Lindenhof zu Eningen unter Achalm - Alteburger Hof zu Reutlingen - Altenburg zu Reutlingen - An der Steige zu Hülben - Anhausen zu Hayingen - Apfelstetten zu Münsingen - Arbachmühle zu Eningen unter Achalm - Attenhöfen zu Zwiefalten - Auingen zu Münsingen - Baach zu Zwiefalten - Bad Urach - Bahnhof Mehrstetten zu Mehrstetten - Bahnhof Großengstingen zu Engstingen - Bahnhof Reutlingen-Süd zu Eningen unter Achalm - Barackenlager (Altes Lager) zu Münsingen - Bernloch zu Hohenstein - Betzingen zu Reutlingen - Bichishausen zu Münsingen - Birkenhof zu St. Johann - Bleiche zu Bad Urach - Bleichstetten zu St. Johann - Böhringen zu Römerstein - Böttingen zu Münsingen - Bremelau zu Münsingen - Bronnweiler zu Reutlingen - Bühlhof zu Zwiefalten - Buttenhausen zu Münsingen - Dapfen zu Gomadingen - Degerschlacht zu Reutlingen - Derneck zu Hayingen - Dettingen an der Erms - Donnstetten zu Römerstein - Dörnach zu Pliezhausen - Dottingen zu Münsingen - Dreherhof zu Sonnenbühl - Dürrenstetten zu Münsingen - Egelstein zu Münsingen - Eglingen zu Hohenstein - Ehestetten zu Hayingen - Ehrenfels zu Hayingen - Elektrizitätswerk zu Metzingen - Elektrizitätswerk zu Bad Urach - Eningen unter Achalm - Erpfingen zu Sonnenbühl - Erpfmühle zu Sonnenbühl - Fauserhöhe zu Münsingen - Fladhof zu Münsingen - Fohlenhof zu St. Johann - Gächingen zu St. Johann - Gauingen zu Zwiefalten - Geisingen zu Pfronstetten - Genkingen zu Sonnenbühl - Georgenau zu Bad Urach - Gestütshof zu Gomadingen - Glems zu Metzingen - Gniebel zu Pliezhausen - Göllersberg zu Lichtenstein - Gomadingen - Gönningen zu Reutlingen - Goßenzugen zu Zwiefalten - Grabenstetten - Grafenberg - Grafeneck zu Gomadingen - Greut zu Mehrstetten - Großengstingen zu Engstingen - Gundelfingen zu Münsingen - Güterstein zu Bad Urach - Hahnensteig zu Münsingen - Haid zu Trochtelfingen und Engstingen - Haldenegg zu Münsingen - Harret zu Eningen unter Achalm - Häslach zu Walddorfhäslach - Hausen zu Trochtelfingen - Hayingen - Hengen zu Bad Urach - Heuhof zu Münsingen - Hochberg zu Zwiefalten - Hohenwittlingen zu Bad Urach - Holzelfingen zu Lichtenstein - Honau zu Lichtenstein - Hopfenburg zu Münsingen - Hülben - Hülbenhof zu Hayingen - Huldstetten zu Pfronstetten - Hundersingen zu Münsingen - Im Weiher zu Pliezhausen - Indelhausen zu Hayingen - Kleinengstingen zu Engstingen - Kochstetten zu Hayingen - Kohlstetten zu Engstingen - Korrenhof zu Metzingen | - Landesaltersheim zu Reutlingen - Lauchertmühle zu Trochtelfingen - Lonsingen zu St. Johann - Loretto zu Zwiefalten - Ludwigshof zu Hohenstein - Mägerkingen zu Trochtelfingen - Magolsheim zu Münsingen - Maisenburg zu Hayingen - Marbach an der Lauter zu Gomadingen - Maßhalderbuch zu Hohenstein - Maxfelden zu Hayingen - Mehrstetten - Meidelstetten zu Hohenstein - Metzingen - Mittelstadt zu Reutlingen - Mörsingen zu Zwiefalten - Münsingen - Münzdorf zu Hayingen - Neuhausen an der Erms zu Metzingen - Oberheutal zu Münsingen - Oberstetten zu Hohenstein - Oberwilzingen zu Hayingen - Ödenwaldstetten zu Hohenstein - Offenhausen zu Gomadingen - Oferdingen zu Reutlingen - Ohmenhausen zu Reutlingen - Ohnastetten zu St. Johann - Ölmühle zu Gomadingen - Papierfabrik zu Dettingen an der Erms - Pfronstetten - Pfullingen - Pliezhausen - Pumpwerk zu Sonnenbühl - Pumpwerk Ermsgruppe XIII zu Bad Urach - Pumpwerk Vordere Albgruppe zu Bad Urach - Reichenbachmühle zu Pliezhausen - Reicheneck zu Reutlingen - Reutlingen - Riederich - Rietheim zu Münsingen - Römersteinhäuser zu Römerstein - Rommelsbach zu Reutlingen - Roßberg (Roßbergturm) zu Reutlingen - Rübgarten zu Pliezhausen - Schafhaus zu Eningen unter Achalm - Schanz zu Bad Urach - Schelmenbühl zu Gomadingen - Schieferwerk zu Metzingen - Schloß Lichtenstein zu Lichtenstein - Seeburg zu Bad Urach - Sickenhausen zu Reutlingen - Sirchingen zu Bad Urach - Sondelfingen zu Reutlingen - Sonderbuch zu Zwiefalten - St. Johann - St.-Georgen-Hof zu Pfronstetten - Steighof zu Münsingen - Steingebronn zu Gomadingen - Steinhilben zu Trochtelfingen - Strohweiler zu Römerstein - Talgut Lindenhof zu Eningen unter Achalm - Talmühle zu Sonnenbühl - Tiefental zu St. Johann - Tigerfeld zu Pfronstetten - Traifelberg zu Lichtenstein - Trailfingen zu Münsingen - Trochtelfingen - Uhenfels zu Bad Urach - Undingen zu Sonnenbühl - Unterhausen zu Lichtenstein - Unterheutal zu Münsingen - Upfingen zu St. Johann - Upflamör zu Zwiefalten - Villa Mühleisen zu Bad Urach - Vorderes Seetal zu Münsingen - Wannweil - Wasserstetten zu Gomadingen - Weiler zu Hayingen - Weimerstal zu Metzingen - Werkstätte an der Rübgartenstraße zu Pliezhausen - Willmandingen zu Sonnenbühl - Wilsingen zu Trochtelfingen - Wimsen zu Hayingen - Wittlingen zu Bad Urach - Wittsteig zu Münsingen - Würtingen zu St. Johann - Wyhler ob Seeburg zu Bad Urach - Zainingen zu Römerstein - Ziegelhäuser zu Münsingen - Ziegelhof zu Mehrstetten - Zwiefalten |

| ↑ Zurück zum Inhaltsverzeichnis |